# Manuela Leombruni
Manuela Leombruni (Rapallo, 18 maggio 1953) è una regista italiana.

## Biografia
Laureata in architettura, dal 1981 lavora in RAI, inizialmente alla sede di Bologna, come collaboratrice alla regia dello Zecchino d'Oro e Il sabato dello Zecchino. Cura, in alternanza con i colleghi, le riprese del Tg 1, delle altre trasmissioni istituzionali della testata e ad alcune delle riprese esterne, tra cui la Santa Messa a cura del TG1 e Rai Vaticano la Regata Storica di Venezia. Tra le riprese interne: 90º minuto, a cura di Rai Sport, e alcune tappe del Giro d'Italia.